# Manuel Luís Macaísta Malheiros
Manuel Luís Macaísta Malheiros (Alcácer do Sal, 27 de agosto de 1940) é um jurista, advogado e magistrado, que entre outras funções de relevo, foi juiz desembargador do Tribunal Central Administrativo de Lisboa, governador civil do Distrito de Setúbal (de 27 de novembro de 2009 a 30 de junho de 2011) e Ministro do Comércio Interno do V Governo Provisório (de 8 de agosto a 19 de setembro de 1975).

## Biografia
Nasceu em Alcácer do Sal e viveu a infância e a adolescência na sua terra natal. Em 1957, após a formação liceal, ingressou na Faculdade de Direito da Universidade de Lisboa. foi participante ativo das lutas estudantis da década de 1960, tendo mantido ligações com o grupo dos «Católicos Progressistas» e a revista Tempo e o Modo. Concluiu a licenciatura em Direito no ano de 1962.
Opositor ao regime do Estado Novo, ficou conhecido como activista associativo das lutas académicas, teve um papel importante como advogado dos sindicatos antifascistas.  Foi defensor de inúmeros presos políticos, nos tribunais plenários, destacando-se na luta contra a ditadura.
Foi distinguido com o título de Director Honorário do Tribunal de Justiça das Comunidades Europeias e foi condecorado com o grau de grande oficial da Ordem do Infante D. Henrique e de commandeur da Ordem do Mérito (Luxemburgo) (Ordre de Mérite (Luxemburgo)). Em 2024 foi agraciado com o grau de grande-oficial da Ordem da Liberdade.